# خمستان (شازند)
خمستان، روستایی از توابع بخش سربند شهرستان شازند در استان مرکزی ایران است.

## جمعیت
این روستا در دهستان هندودر قرار دارد و براساس سرشماری مرکز آمار ایران در سال ۱۳۸۵، جمعیت آن ۲۹ نفر (۱۰خانوار) بوده‌است.